# Cihan Haber Ajansı
Cihan Haber Ajansı (Информационное агентство «Cihan»; тур. Джихан — «Мир») — турецкое информационное агентство. Основано 1 января 1994 года в Стамбуле. Слоган — «Biz oradayız» (тур. Мы там).
Входит в группу Feza Gazetecilik. Работал в 81 иле и 284 регионах Турции, также в Европе, Южной Америке, Среднем Востоке, Средней Азии, Дальнем Востоке, странах Балканского полуострова.
Власти Турции считают агентство Cihan связанным с оппозиционным исламским проповедником Фетхуллахом Гюленом.
7 марта 2016 года Республиканская генеральная прокуратура Стамбула назначила троих попечителей агентства от государства. Это вызвало протест в редакции, что повлекло за собой массовое увольнение журналистов из агентства. 30 марта новые попечители уволили генерального директора агентства Фарука Аккана «в связи со злоупотреблением служебным положением, несоответствием моральным и нравственным принципам и нанесением ущерба компании». В апреле того же года был закрыт корпункт агентства в России и ещё 50 странах. 27 июля 2016 года агентство было закрыто «за связи с Гюленом».